# نظام علوية الخشبة

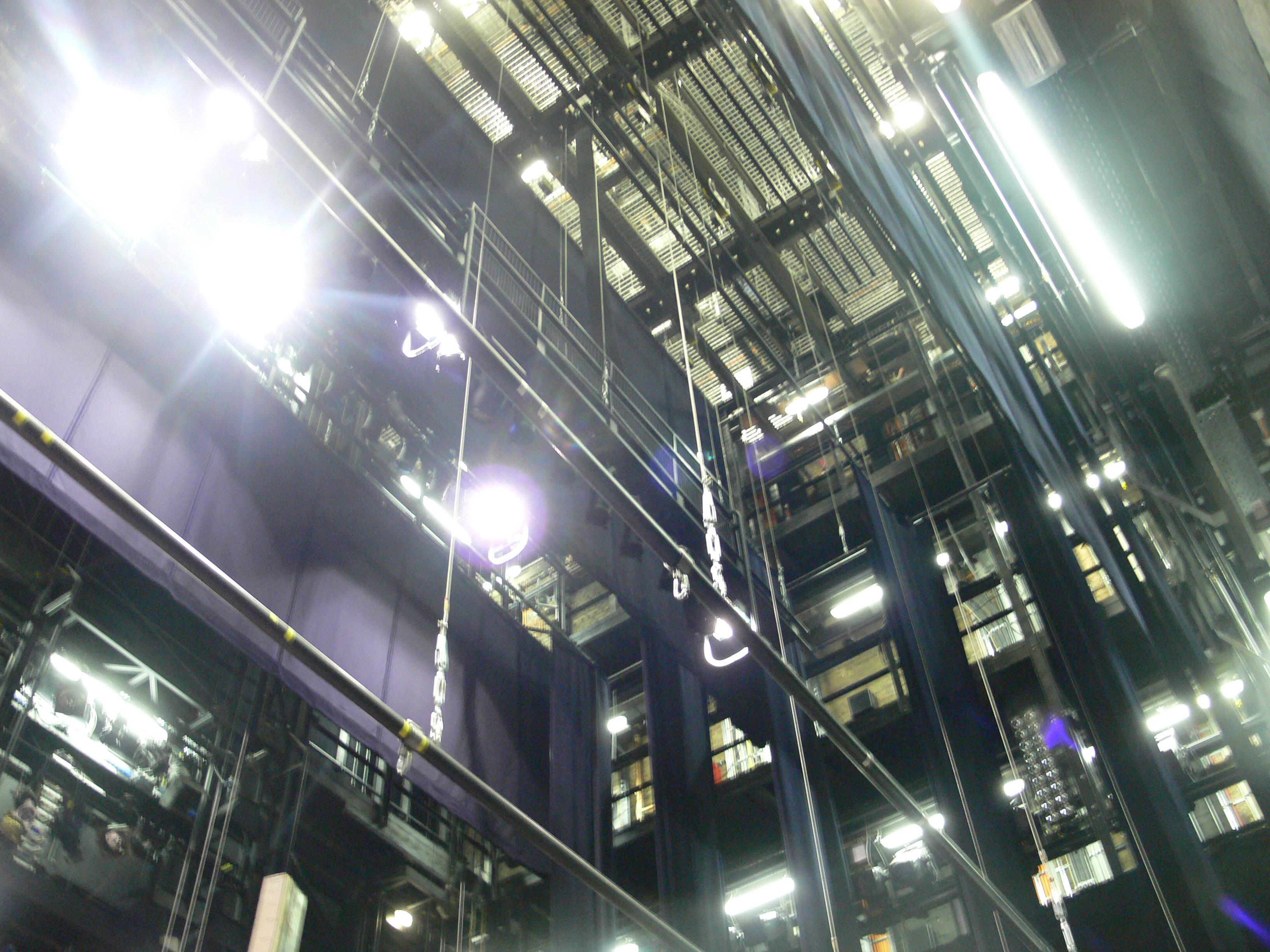

نظام عُلوِيَّة الخشبة هو نظام من الحبال والكتل (البكرات) والأثقال الموازنة والأجهزة ذات الصلة داخل المسرح والتي تمكن عامل المسرح من أن يُطيِّر مكوناتٍ مثل الستائر والأضواء والمناظر الطبيعية وتأثيرات العرض والممثلين أحيانًا بسرعة وهدوء وأمان. صُممت الأنظمة لنقل المكونات لتصبح أمام مجال رؤية المشاهدين أو بعيدًا عن أنظارهم لتغيب في عُلوِيّة الخشبة.